# アンクルトリス
アンクルトリス（英: Uncle Torys）は、サントリーのトリスウイスキーの広告キャラクターである。中黒を入れたアンクル・トリスという表記も見られる。トリスおじさんと愛称されている。

## 概要
イラストはイラストレーターの柳原良平による。キャラクターの名称は、CMプランナーの酒井睦雄によって与えられた。広告のキャッチコピーは、コピーライターの開高健が考案した。1956年（昭和31年）、東京都の茅場町にあった壽屋（サントリーの前身）の東京支店における、当時宣伝課に所属していた柳原、酒井、開高らによる会議で考え出された。1958年（昭和33年）、サントリーのアニメ・コマーシャルにおいて、アンクルトリスが初めて登場し、1981年（昭和56年）までコマーシャルに採用される。
1961年（昭和36年）より、キャンペーン「トリスを飲んでHawaiiへ行こう!」が展開される。1984年（昭和59年）、「テレビコマーシャルを中心とする一連のデザイン活動」で毎日産業デザイン賞（毎日新聞社主催）を受賞する。また広告電通賞（電通主催）を受賞している。2003年（平成15年）3月27日、「トリスウイスキー スクエア」の発売を機に、コマーシャルに再び登場する。2015年には、声優の屋良有作がアンクルトリスの声を担当している。関連グッズには、爪楊枝立てやピンバッジ、コップなどがある。

## キャラクター
性格は、基本的にはお人よしであり、プチブル的で臆病者であるが、たまに大胆な行動を起こすこともある。感情を表に出すことはあまりないが、内面はナイーブである。正義を重んじる気持ちが強く、女性が好きである。和服が似合う妻をもち、愛妻家であるとされるが、独身であるとする資料もある。ハイボールを作って飲むことを好む。草野球の愛好家であり、東京トリス軍でライトを守っており、背番号は120である。職業はサラリーマンであり、「普通」を座右の銘としている。
また、2003年のCMまではアンクルトリスの首元から頭に向かって赤くなっていく事で「酒酔い」を表現していたが、2010年以降のCMではその描写が排除された。